# Cosquín
Cosquín is een plaats in het Argentijnse bestuurlijke gebied Punilla in de provincie Córdoba. De plaats telt 19.070 inwoners.

## Galerij

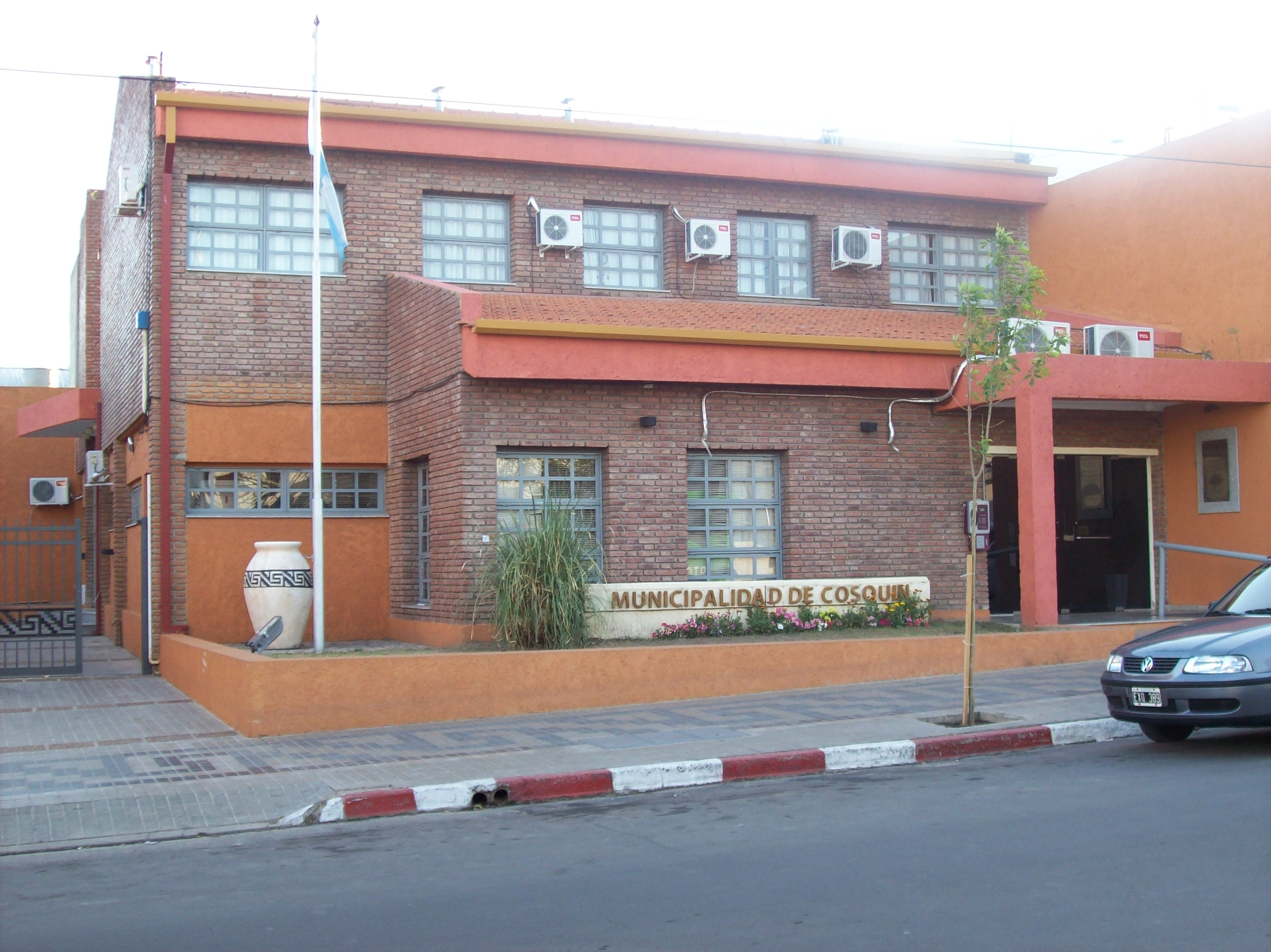
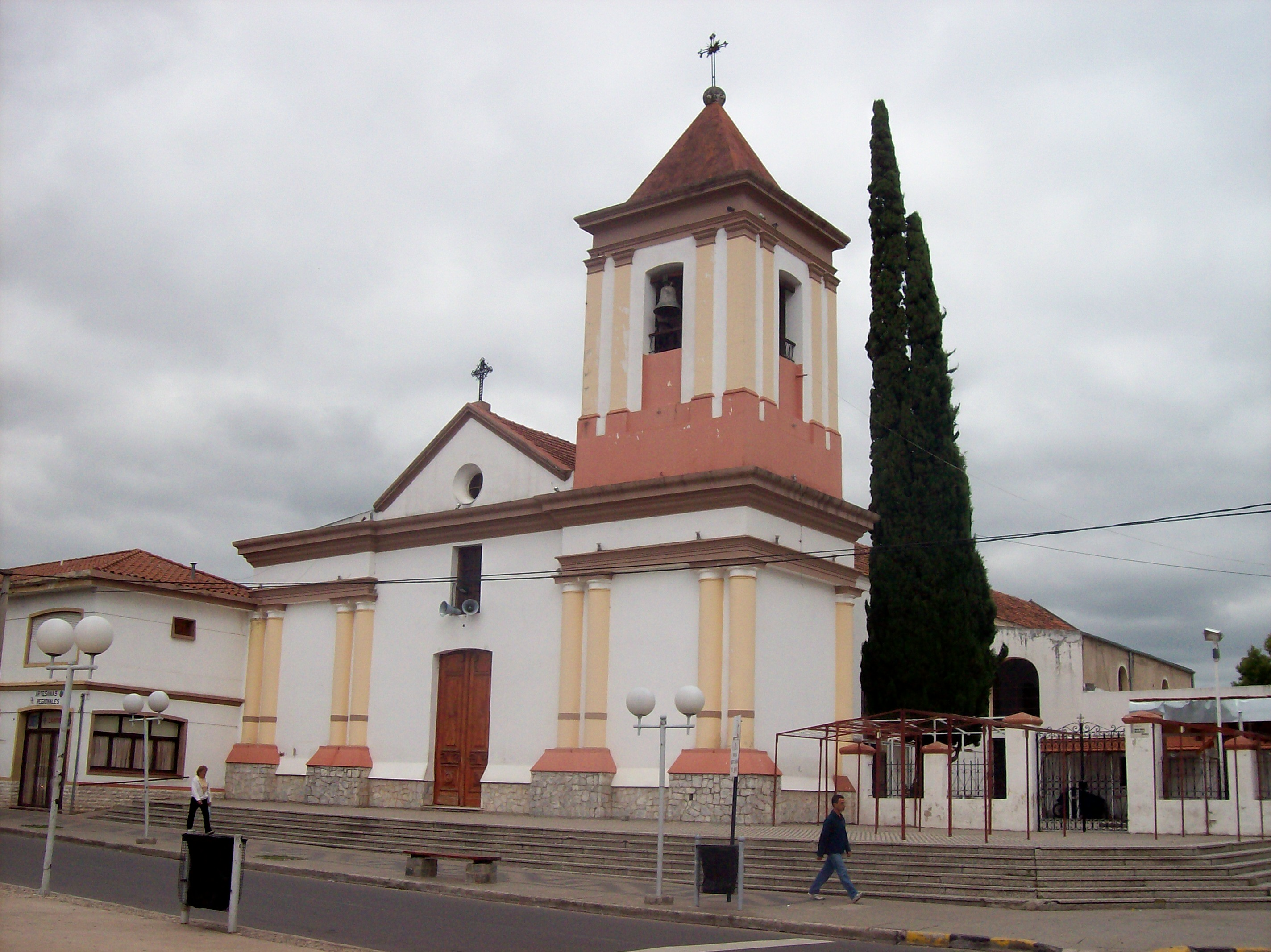
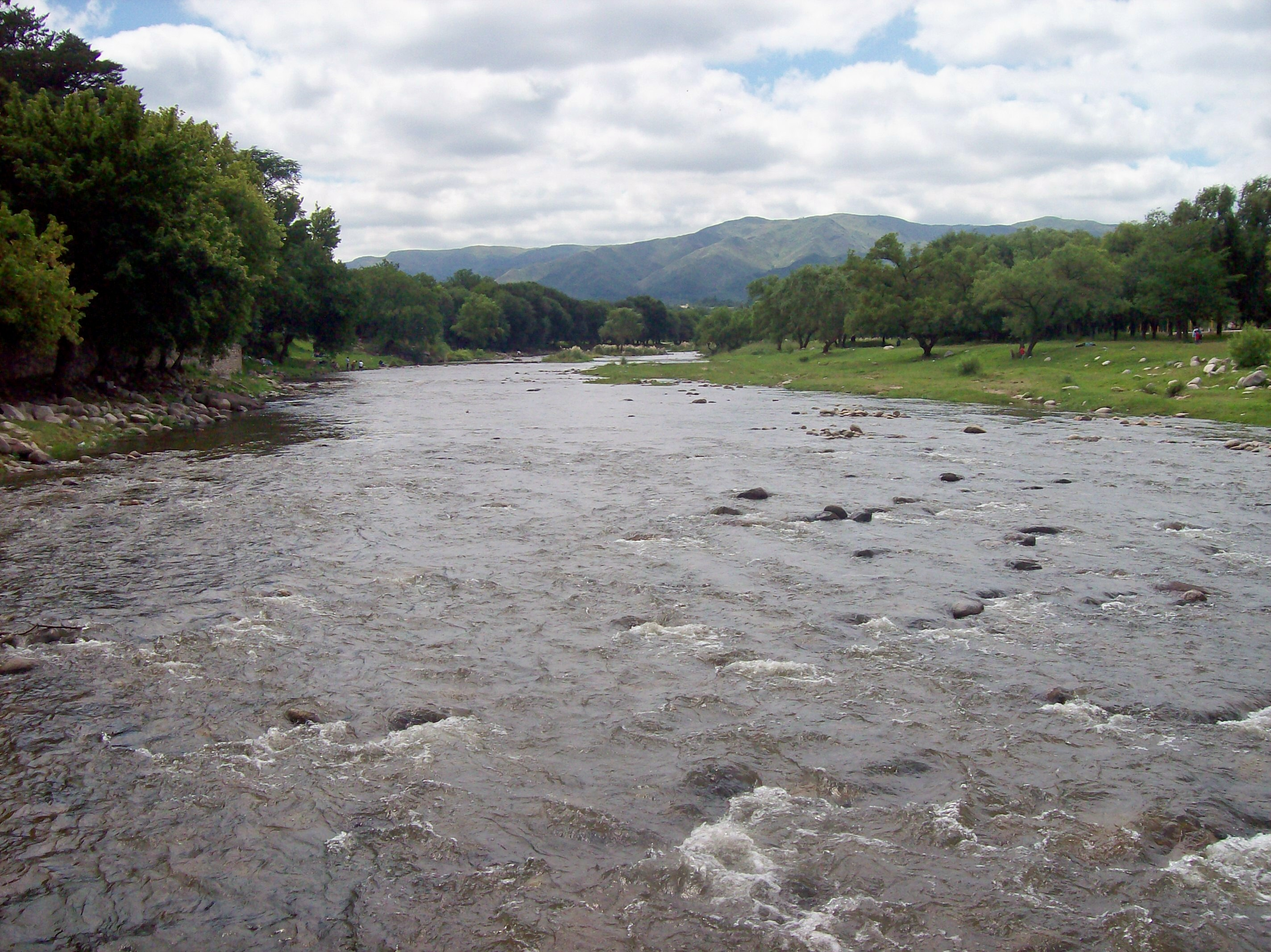
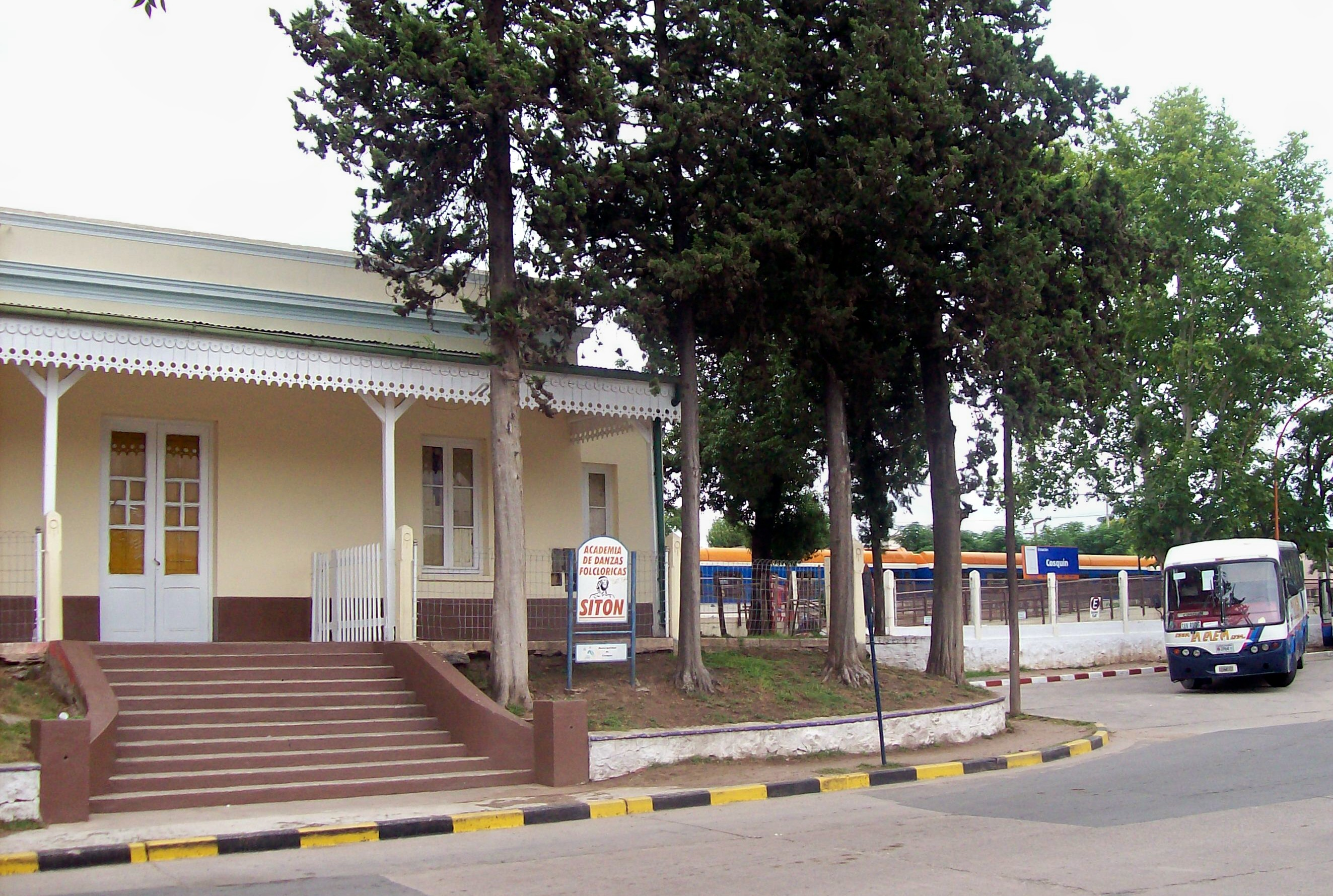